# افسانه نوکدو
افسانه نوکدو (به کره‌ای: 조선로코-녹두전؛ انگلیسی: The Tale of Nokdu)  یک مجموعهٔ تلویزیونی کره جنوبی سال ۲۰۱۹ با بازی جانگ دونگ یون، کیم سو-هیون، کانگ ته-اوه و جونگ جون هو است. این مجموعه بر اساس وب‌تونی که توسط هه جین-یونگ که در سال ۲۰۱۴ نوشته‌ است تولید شده و در سال ۲۰۱۴ در وبتون ناور منتشر شد. این سریال اولین بار در ۳۰ سپتامبر ۲۰۱۹ از کی‌بی‌اس۲ پخش شد.

## خلاصهٔ داستان
جون نوکدو فرزند نجیب‌زاده‌ای است که به علتی نامعلوم، مجبور است به صورت مخفیانه زندگی و دائماً از جایی به جای دیگر نقل مکان کند. پس از حملهٔ ناگهانی به او و خانواده‌اش، نوکدو تصمیم می‌گیرد علت حمله و دشمنی با خانواده‌اش را کشف کند. در این راه به روستایی برمی‌خورد که تنها مختص زنان بیوه است. حال او مجبور است برای یافتن پاسخ سوألاتش هویتش را مخفی کرده و به عنوان یک زن، وارد روستا شود…
او در پی بردن که چه کسی قاتل است با ماجرا ها زیادی روبه رو میشود. برای مثال دهکده آتش میگرد او با پدرش روبه رو می‌شود. با کمک ملکه فرار می‌کنند 
و در نهایت عشق را به قدرت ترجیح داده و با دختر مورد علاقه اش ازدواج میکند و ملکه خلع شده پیش انها میایید و با انها زندگی  میکند

## بازیگران

### اصلی

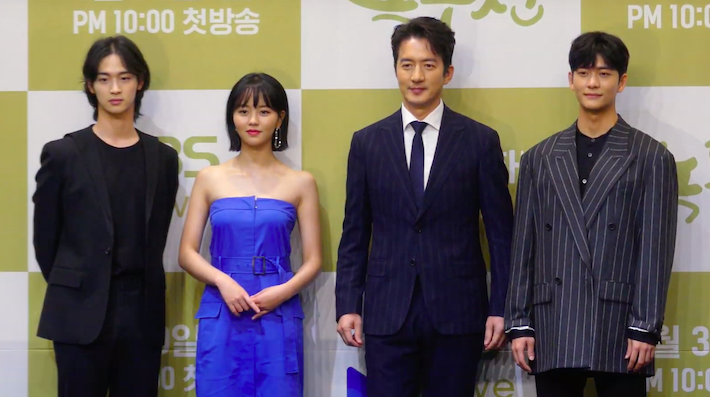
جانگ، کیم، جونگ و کانگ در نشست خبری برای سریال افسانهٔ نوکدو در سپتامبر ۲۰۱۹.

- جانگ دونگ یون در نقش جون نوکدو / بانو کیم نوک سون/ یون سو[۲]
  - کیم جی وو در نقش جون نوکدو جوان

مردی باهوش و ورزیده که بر اثر اتفاقی وارد دهکده‌ای زنانه می‌شود که ورود مردان در آن به شدت ممنوع هستند. برای انجام این کار، او خود را به عنوان یک زن در کالبد بانوی بیوه کیم نوک سون می‌پوشد.
- کیم سو-هیون در نقش دونگ دونگ جو/ یو یون سو[۶]
  - جو یرین در نقش دونگ دونگ جو / یو یون سو

کارآموزی دست و پا چلفتی و تندخو، گیسانگی که هیچ مهارتی در هنرهای نمایشی ندارد، اما یک صنعتگر است. او که می‌خواهد از مردی که به خانواده‌اش ظلم کرده است انتقام بگیرد، از مهارت‌های خود در ساخت یک سلاح مخفی استفاده می‌کند.
- کانگ ته-اوه در نقش شاهزادهٔ نونیانگ / چا یول مو[۷]
  - جئون جین سئو در نقش شاهزادهٔ نونیانگ جوان / چا یول مو

فرزند پسر عموی پادشاه، او مردی است که به ظاهر خود را ساده لوح نشان می‌دهد و بخاطر استعدادش در آشپزی معروف است. او دونگ جو را که قبل از رسوایی خانواده با او نامزد کرده بود، گرامی می‌دارد. او کودتا می‌کند و پادشاه بعدی چوسان می‌شود.
- جونگ جون هو در نقش پادشاه گوانگ‌هیگون[۹]

با مرگ پدرش و پس از پی بردن به اینکه او جانشین مورد نظر نیست، دستور می‌دهد طرفداران وصیت پدرش را اعدام کنند. او با بدبینی از تاج و تخت در برابر مدعیان احتمالی محافظت می‌کند.

### نقش‌های کمکی

#### اطرافیان جون نوکدو
- لی سونگ-جون در نقش جونگ یون جو، پدر نوکدو و هوانگ ته.[۱۰]
- سونگ گون هی در نقش جئون هوانگ ته/جونگ یی هیون، برادر بزرگتر نوکدو.[۱۱]
- لی مون-شیک در نقش هوانگ جانگ گان، استاد هنرهای رزمی و به زودی پدرزن نوکدو.[۱۲]
- گو گون هان در نقش یون گئون، مرد ثروتمندی که دهکده بیوه‌ها را مدیریت می‌کند و به نوکدو (که در دهکده به‌عنوان بانو کیم شناخته می‌شود) علاقه پیدا کرده است.[۱۳][۱۴]
- پارک دا یون در نقش هوانگ آنگ-دو، دختر ۷ سالهٔ هوانگ جانگ گان. او از طرف پدرش متقاعد شده است که با نوکدو ازدواج خواهد کرد، بنابراین او نوکدو را «عسلم» نامید.

#### اطرافیان چا یول مو
- هوانگ این یوپ در نقش پارک دان هو، جنگجوی محافظ چا یول مو با مهارت عالی در شمشیر زنی. او در جنگ با شمشیر جسور است و به یول مو بسیار وفادار است و حاضر است در صورت نیاز برای محافظت از او، جان خود را فدا کند.[۱۵]
- کیم یی کیونگ در نقش اوک ران، گیسانگی که به علاقهٔ یک طرفه یول مو نسبت به دونگ جو حسادت می کند.[۱۶]

#### اطرافیان پادشاه گوانگ‌هیگون
- کیم ته-وو در نقش مین هیو یون، بهترین دوست و مخالف مخفی پادشاه گوانگ‌هیگون.[۱۷]
- لی یون هیونگ در نقش افسر باک جونگ، مردی که در سکوت از پادشاه محافظت می‌کند.[۱۸]
- پارک مین جونگ در نقش ملکه مخلوع یو، همسر پادشاه گوانگ‌هیگون.[۱۹]
- اوه هانی در نقش ملکه اینموک، نامادری جوان پادشاه گوانگ‌هیگون و همسر شاه سئونجو.[۲۰]

#### کیسانگ‌ها
- یون یو-سون در نقش چون هه سو، سرپرست و نگهبان دهکده برای محافظت از کیسانگ‌ها و روستای بیوه‌ها.[۲۱]
- لی جو-بین در نقش مای هوا سو، دوست دونگ جو و محبوب ترین کیسانگ با استعداد و دارای توانایی طبیعی در رقص.[۲۲]

#### اعضای سپاه زنان با فضیلت (یولدان)
- یون سابونگ در نقش کانگ سون نیو[۲۳]
- هوانگ می یونگ در نقش پارک بوک نیو
- یون گئوم سان آه در نقش لی مال نیون

#### اعضای سپاه موول (مولدان)
- چو سو-هیانگ در نقش کیم سوک، یک بیوه آرام و محتاط که مهارت‌های شمشیرزنی چشمگیری دارد.[۲۴]
- سونگ چاه یون در نقش مین دول-ره، یک فرد مرموز که نوکدو و قاصدک را دنبال می‌کند.[۲۵]
- هان گا-ری در نقش نو یئون بون[۲۶]
- یانگ سومین در نقش آن جونگ سوک[۲۷]

### سایرین
- کوون هیوک[۲۸]

### حضور خاص
- پارک چول-مین به عنوان پدر شوهر، زن فراری و دارندهٔ مجسمه گنج فیل سلسله مینگ. (قسمت۱،۸)[۲۹]
- لی هو جائه در نقش پدری که سنگ را به سوی پادشاه گوانگ‌هیگون پرتاب کرد. (قسمت۱)
- جونگ یی رنگ به عنوان صاحب مسافرخانه. (قسمت۱)